# Dave (YouTuber)
Dave (* 4. März 1999 in Berlin, bürgerlich David Friedrich Henrichs) ist ein deutscher Webvideoproduzent.

## Leben

### Ausbildung
David Henrichs eröffnete im Alter von 14 Jahren einen eigenen YouTube-Kanal, welcher jedoch keine große Aufmerksamkeit erlangte. Nach seinem Schulabschluss bewarb er sich beim Plattformanbieter YouTube.
Im Januar 2018 begann er zunächst ein Studium zum Talent-Manager in Berlin bei der Firma Studio71. Im April 2019 machte er sich als Social-Media-Manager selbstständig und arbeitete mit mehreren Influencern zusammen. Im September desselben Jahres begann er ein Studium im Bereich Media- und Marketing-Management an der Rheinischen Hochschule Köln.

### Karriere als YouTuber
Seit 2019 betreibt Henrichs seine Kanäle bei YouTube intensiv. Inhalte seiner Videos sind häufig Selbstexperimente sowie das Testen von Produkten und Dienstleistungen. Zudem beschäftigt er sich mit den Themen Trading und Investments.
Henrichs nahm im Jahr 2021 an der ersten Staffel des YouTube-Formats 7 vs. Wild von Fritz Meinecke teil. Während der zweiten Staffel 2022 begleitete er die Produktion und drehte eine Behind-the-Scenes-Serie, die auf seinem YouTube-Kanal ausgestrahlt wurde. Die dabei veröffentlichten Folgen erreichten jeweils zwischen zwei und vier Millionen Aufrufen und gehören zu den meistgeklickten Videos auf seinen Kanälen. Durch die Ausstrahlung konnte sein Kanal innerhalb einer Woche etwa 200.000 Abonnenten hinzugewinnen.
Im Frühjahr 2024 nahm er am YouTube-Format Bulletproof – Die Challenge von Ottogerd Karasch im Team mit dem YouTuber Max Pane und dem ehemaligen NFL-Profi Aaron Donker teil.
Im Sommer 2024 veröffentlichte Henrichs die YouTube-Serie The Race. Dabei stellten sich fünf Teilnehmer inklusive Henrichs der Herausforderung, so schnell wie möglich von Tanger im Norden Marokkos nach Köln zu reisen. Dabei führten alle die gleichen Ausrüstungsgegenstände, jedoch keine Kommunikationsgeräte wie Smartphones und kein Geld mit sich. Die zehnteilige Serie wurde ab Juni 2024 zweimal wöchentlich auf Joyn ausgestrahlt. Alle Folgen erschienen jeweils zwei Wochen später auch auf Henrichs YouTube-Kanal. Ab August 2024 erfolgte die Ausstrahlung im regulären Fernsehprogramm von ProSieben. Die zweite Staffel wurde zwischen März und April 2025 ausgestrahlt.
Neben seinem Hauptkanal Dave betreibt Henrichs den Zweitkanal Mehr Dave. Er hat mittlerweile sein eigenes, mehrköpfiges Team, das ihn bei seiner Arbeit unterstützt.

## Auszeichnungen
Im Jahr 2023 gewann Henrichs bei den VideoDays in Köln den Award im Bereich Lifestyle.